# مهدي باكدل
مهدي باكدل هو ممثل إيراني، ولد في 1 يوليو 1980 في إيران.

## وصلات خارجية
- مهدي باكدل على موقع IMDb (الإنجليزية)
- مهدي باكدل على موقع قاعدة بيانات الفيلم (الإنجليزية)